# Heloniopsis orientalis
Heloniopsis orientalis även båglilja är en nysrotsväxtart som först beskrevs av Carl Peter Thunberg, och fick sitt nu gällande namn av Tyôzaburô Tanaka. Heloniopsis orientalis ingår i släktet Heloniopsis och familjen nysrotsväxter.

## Underarter
Arten delas in i följande underarter:
- H. o. breviscapa
- H. o. flavida
- H. o. orientalis

## Bildgalleri

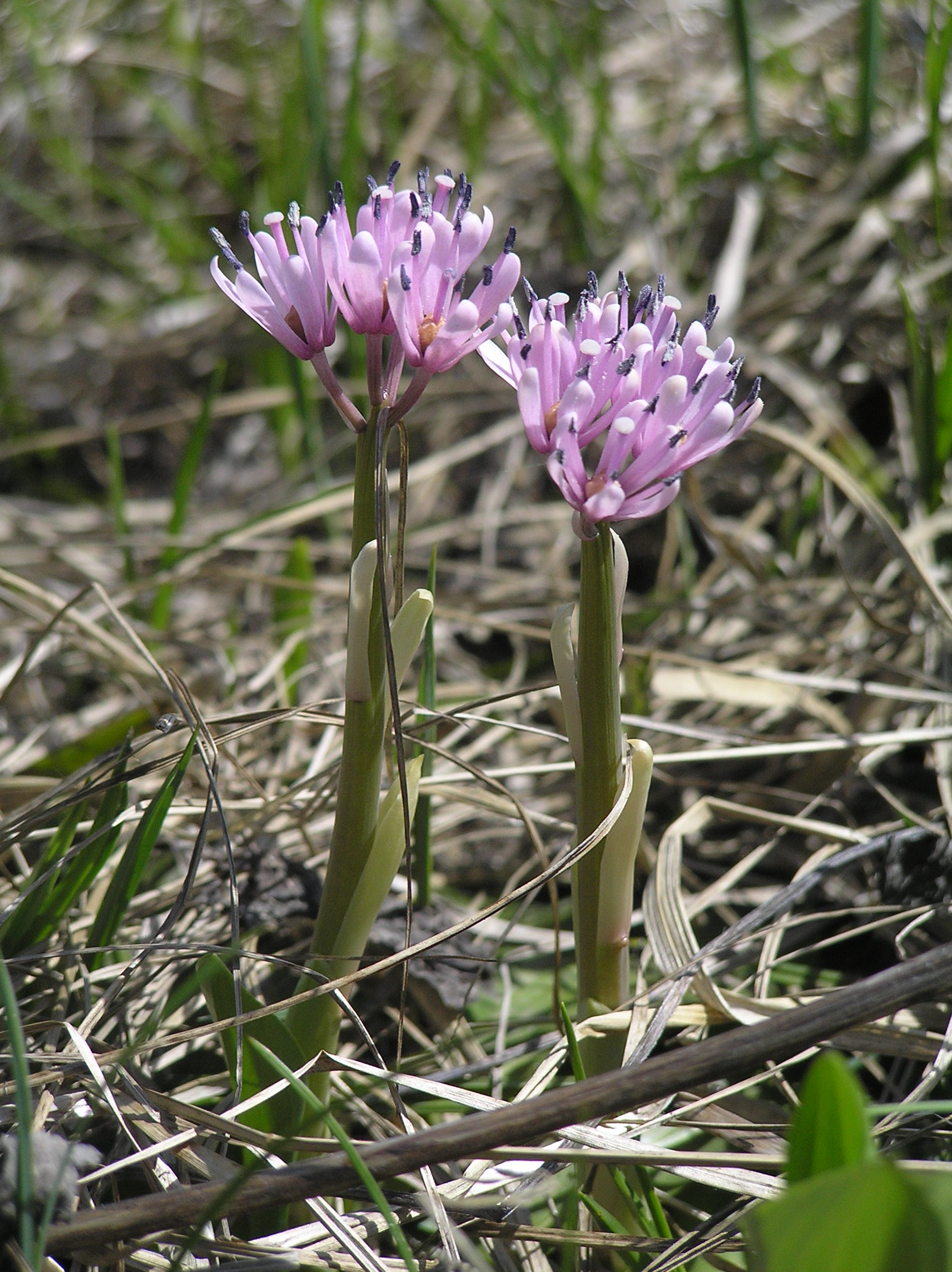
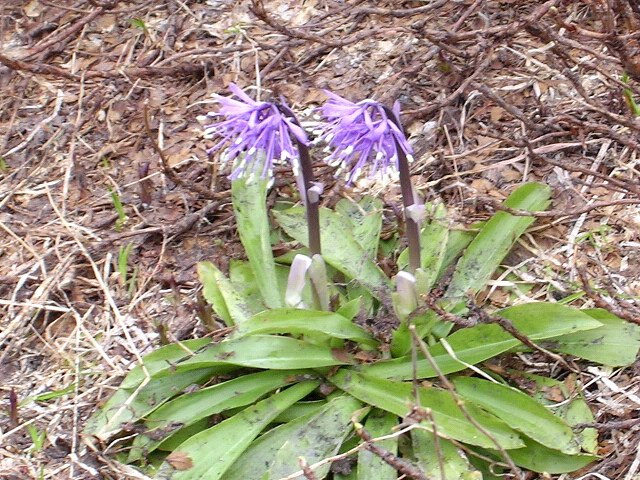
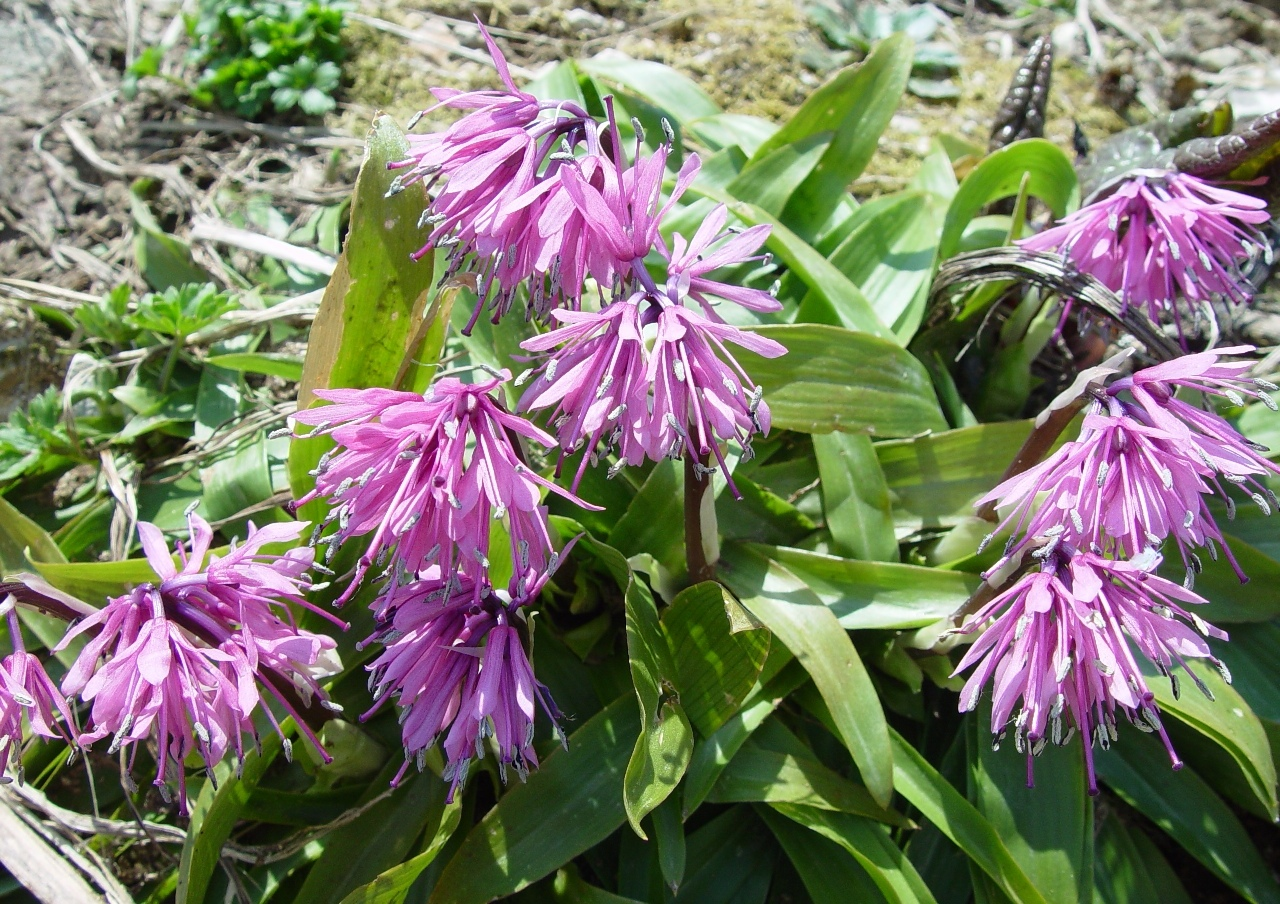
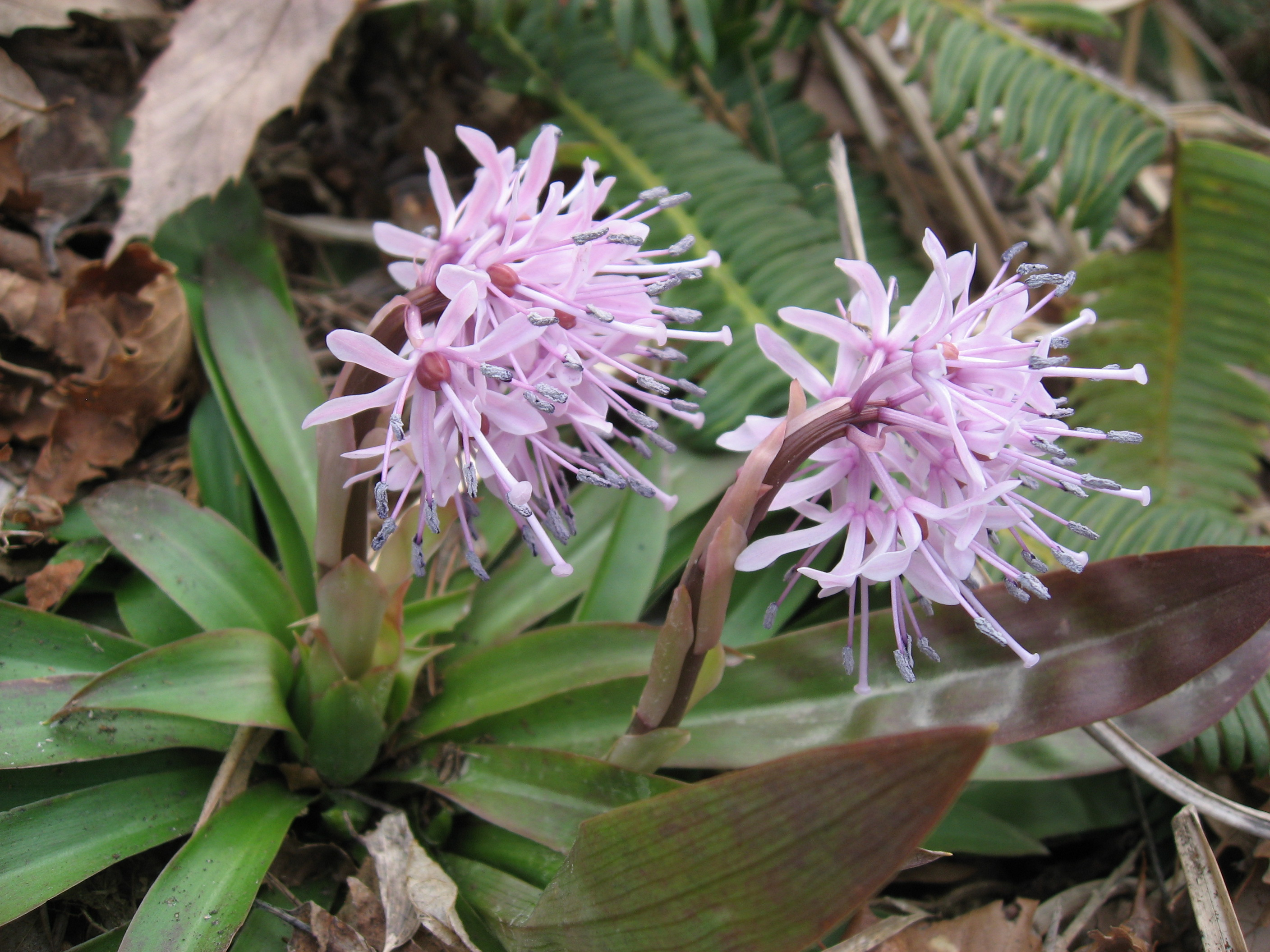
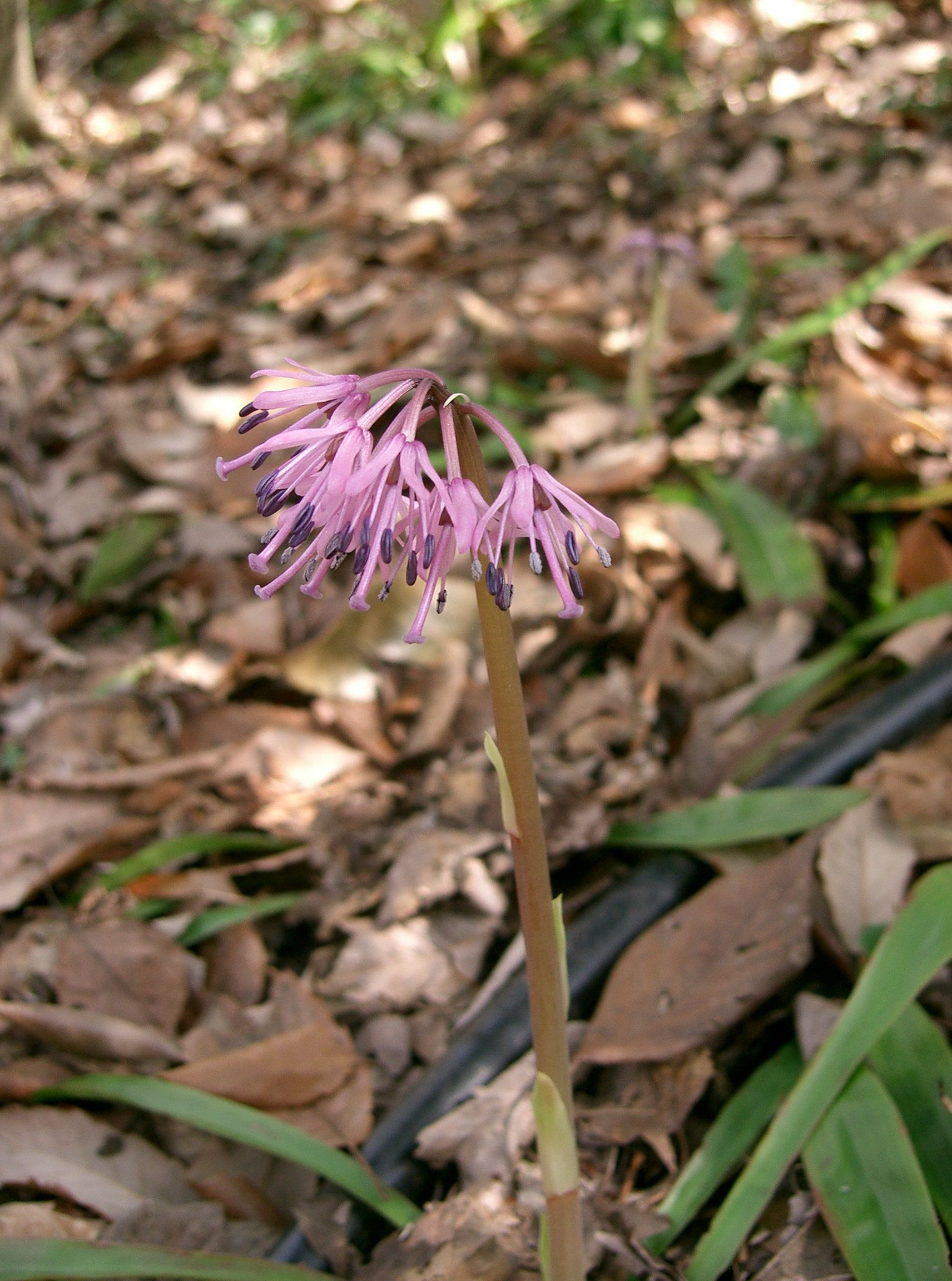
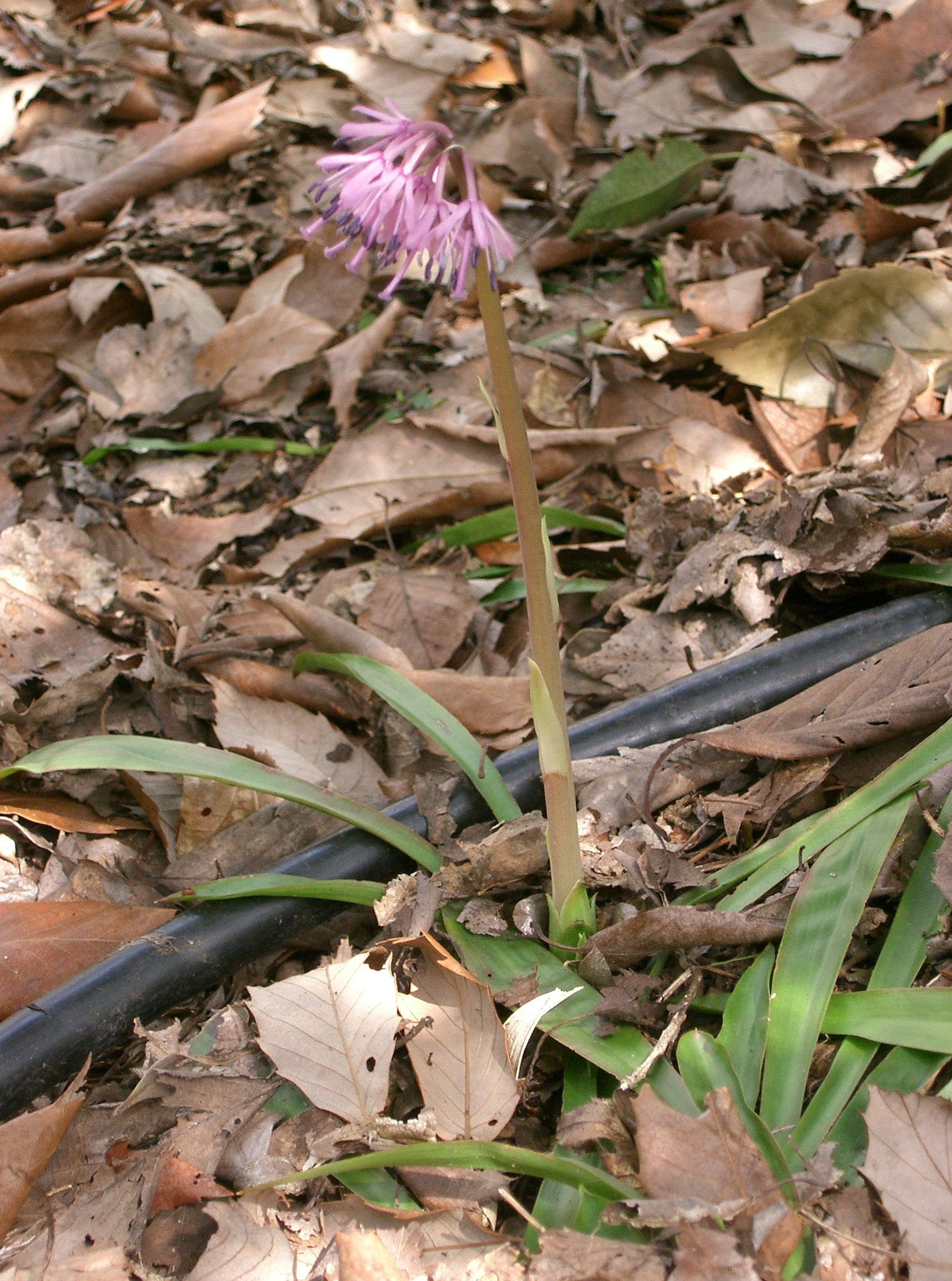